# Stenungsundshem
Stenungsundshem är ett allmännyttigt bostadsbolag i Stenungsund.
Företaget grundades 1953, ägs av Stenungsunds kommun och är kommunens största fastighetsägare. Samtliga av företagets fastigheter ligger i Stenungsunds kommun.
Stenungsundshem har 35 anställda och omsättningen år 2013 uppgick till 167 Mkr.
Totalt äger man 1980 lägenheter. Sedan 2015 bygger man även nya bostäder, mestadels i de centrala delarna av Stenungsunds tätort